# Lascov
Lascov é um município da Eslováquia situado no distrito de Bardejov, na região de Prešov. Tem 5,35 km² de área e sua população em 2018 foi estimada em 572 habitantes.

## Demografia
| Ano:        | 1994 | 2004   | 2014   | 2024   |
| ----------- | ---- | ------ | ------ | ------ |
| Broj ljudi: | 488  | 530    | 560    | 604    |
| Razlika:    |      | +8,60% | +5,66% | +7,85% |

| Ano:               | 2023 | 2024   |
| ------------------ | ---- | ------ |
| Número de pessoas: | 597  | 604    |
| Diferença:         |      | +1,17% |